# パトリック・オウォモイエラ
パトリック・オウォモイエラ（Patrick Owomoyela, 1979年11月5日 - ）はドイツ・ハンブルク出身の元サッカー選手である。ドイツ代表でもあった。父はナイジェリア人、母はドイツ人。ポジションはDF(右サイドバック)。

## 来歴
2000年にプロデビュー。その後下部リーグのチームを転々としたが、2003年より所属したアルミニア・ビーレフェルトでブレイク。2005年にSVヴェルダー・ブレーメンへと移籍を果たした。ブレーメンでも一時は右サイドバックに定着したが、その後怪我などの影響もあり出場機会を徐々に失ったことからボルシア・ドルトムントへ再度移籍した。
ドイツ代表選手としては、2004年の日本戦でデビュー。以後、11試合でプレーしたが、ドイツW杯以降は招集を受けていない。

## その他
サッカーに専念するまではバスケットボール選手として地方リーグでプレーしたこともあり、NBA選手のダーク・ノヴィツキーと対決した経験を持つ。そのため、しばしばNBAのテレビ解説を行うこともある。